# Aeropuerto Estatal de Cape Blanco
El Aeropuerto Estatal de Cape Blanco (código FAA: 5S6) es un aeropuerto público ubicado a unos 6,4 km (cuatro millas) al suroeste de Denmark, en el condado de Curry, Oregón, Estados Unidos.
El aeropuerto fue construido durante la Segunda Guerra Mundial entre 1944 y 1945, y fue arrendado originalmente a la Armada de los Estados Unidos. Entre los antiguos propietarios se encuentran el condado de Curry y el Departamento de Carreteras del Estado de Oregón.